# Ландлер, Енё

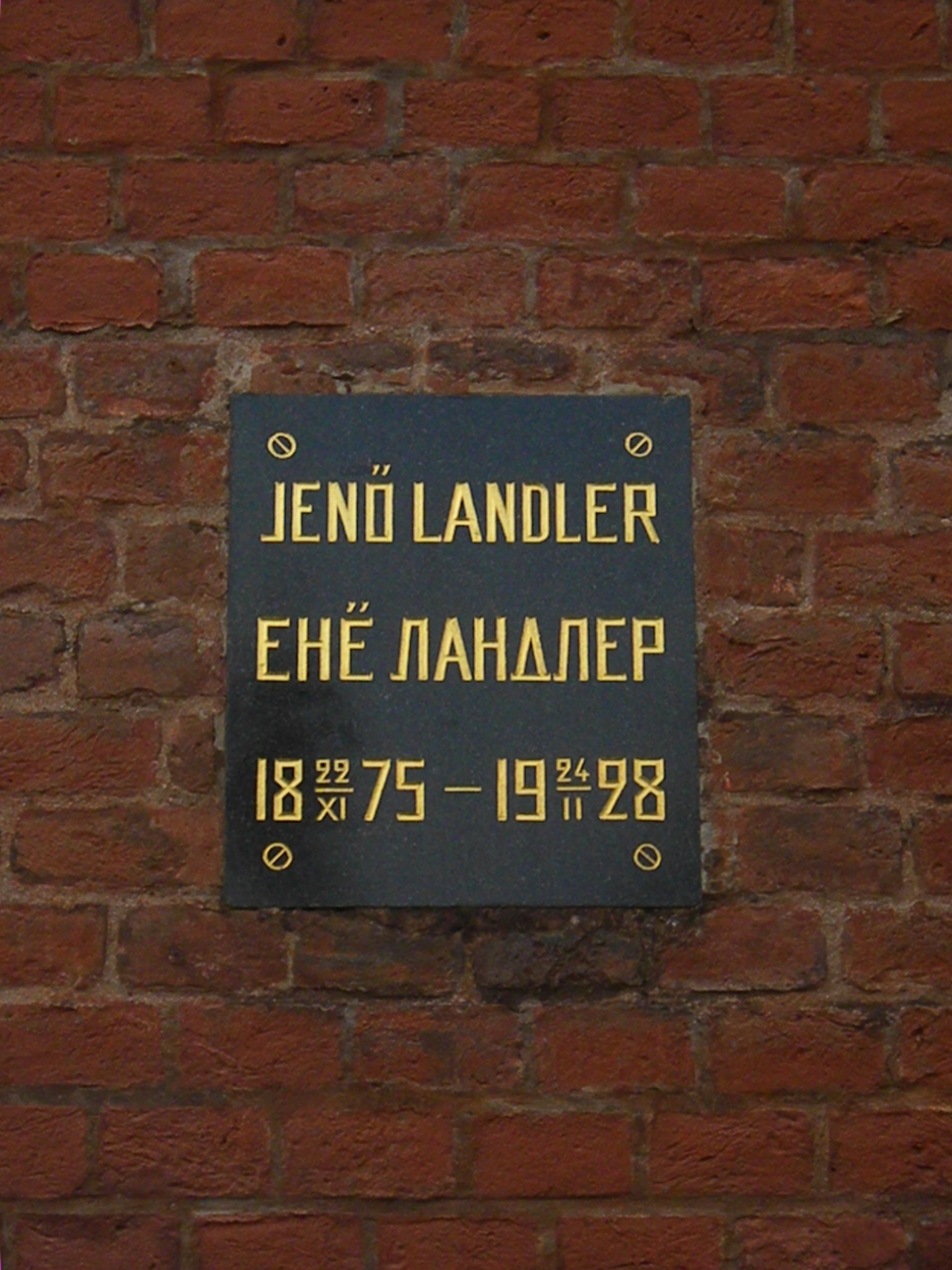

Енё Ландлер (венг. Landler Jenő, 23 ноября 1875, Гелше — 25 февраля 1928, Канны) — венгерский государственный и политический деятель, член ЦК Коммунистической партии Венгрии, один из лидеров Венгерской Советской республики, главнокомандующий венгерской Красной Армии.

## Биография
Енё Ландлер родился 23 ноября 1875 года в селе Гелше, медье Зала Задунайского края, в семье зажиточного арендатора-еврея. Окончил гимназию города Надьканижа. В 1893 году поступил на юридический факультет Будапештского университета. После получения диплома, занялся адвокатской деятельностью. В апреле 1904 года как защитник в суде добился оправдания руководителей всеобщей стачки железнодорожников. В октябре 1906 года — один из руководителей стачки трамвайщиков Будапешта. В 1906 году вступил в Социал-демократическую партию Венгрии, в 1908 году стал видным деятелем её левого крыла.
Во время Первой мировой войны вёл антивоенную пропаганду. В 1918 году руководил организацией антивоенных забастовок, за что в июне был арестован. В буржуазно-демократическом правительстве Михая Каройи назначен статс-секретарём. 21 марта 1919 года была провозглашена Венгерская Советская Республика. Ландлер сразу стал народным комиссаром торговли, внутренних дел, затем железных дорог. С мая по июнь 1919 года являлся командующим 3-м корпусом Красной Армии. С июля 1919 года — главнокомандующий венгерской Красной Армии. С 1919 года — член Коммунистической партии Венгрии.
После разгрома Венгерской советской республики эмигрировал в Австрию, переехал в Вену. Будучи членом ЦК Коммунистической партии Венгрии, участвовал в восстановлении вновь легализованной Социал-демократической партии, а в 1925 году — в создании Социалистической рабочей партии Венгрии (Magyarországi Szocialista Munkáspárt), в работе 3, 4 и 5-го конгрессов Коминтерна, избирался членом его исполкома. Умер в Каннах в 1928 году после тяжелой болезни.
Прах замурован в кремлёвской стене 4 августа 1928 года.